# Rubens Filguth
Rubens Alberto Filguth (São Paulo, 4 de março de 1956) é um enxadrista brasileiro, educador e escritor prolífico sobre o enxadrismo, detendo os títulos de Mestre Internacional e Árbitro Internacional de Xadrez, obtidos em 1983 e 1986, respectivamente. Foi vice-campeão brasileiro em 1986. Em 2006, ocupava a 17ª posição no ranking brasileiro de xadrez com o rating de 2.410 pontos.

## Biografia
Filguth aprendeu a jogar xadrez aos doze anos de idade com a orientação paterna, entretanto, veio a dedicar-se seriamente ao enxadrismo a partir dos dezesseis anos, vindo a atingir o nível magistral como auditata, por meio da dedicação constante à prática e aos estudos da teoria enxadrística. Os grandes mestres que mais o influenciaram em sua carreira e estilo de jogo foram Capablanca, Botvinnik, Tal, Robert Fischer, Karpov e Kasparov. As obras-primas da literatura enxadrística que ele considera como determinantes em sua carreira foram My 60 Memorable Games, de Fischer, One Hundred Selected Games, de Botvinnik, Karpov’s Collected Games, de David Levy e Capablanca, de Winter.
Filguth é o autor de Xadrez de A a Z e Mequinho, o perfil de um gênio, dentre outros. Foi editor das revistas Xadrez-Ciência e Preto & Branco, publicadas no Paraná entre os anos de 1985 e 1991 e da revista Xadrez/CXSP em 1975.
É o fundador e por duas vezes presidente da Federação de Xadrez do Estado de Goiás, fundador e titular do assento nº 13, que tem como patrono José Raul Capablanca, do corpo acadêmico da Academia Brasileira de Cultura e Xadrez, membro da Confraria dos Bibliófilos do Brasil e único membro brasileiro da Ken Whyld Association, na Holanda.
Filguth possui licenciatura plena em língua portuguesa e inglesa pela Universidade Tuiuti do Paraná, curso de extensão universitária em Gestão de Mudanças, Cultura Organizacional e Competências, pela PUC/PR e pós-graduando em Formação de Professores para o Ensino Superior pela UNIP/SP. Profissionalmente exerce o cargo de Auditor Fiscal da Receita Federal do Brasil.
| “ | O xadrez sempre me proporcionou a sensação de uma prática social de elevado valor cultural, a inspiração decorre dessa sensação de desenvolvimento intelectual associado à integração social. | ” |

## Repertório
O repertório, predominantemente hipermoderno, de Filguth inclui as aberturas do Peão do Rei e a Inglesa, quando de brancas; as defesas Siciliana, Francesa, Alekhine (contra o lance inicial branco e.4) e Nimzoíndia, Índia da Dama, Benko-Volga (contra d.4), quando de negras.

## Obras
- Matrizes Táticas (2008)
- A Importância do Xadrez (2007)
- Conto Xadrez Prático (2006)
- Inteligências em confronto (2006)
- Xadrez de A a Z (2005)
- Conto Xadrez (2005)
- Sabedoria Universal (1999)
- K x K, a Perestroika no Tabuleiro (1991).
- Mequinho, o Perfil de um Gênio (1983)